# Batesimalva lobata
Batesimalva lobata är en malvaväxtart som beskrevs av J.A. Villarreal-quintanilla och P.A. Fryxell. Batesimalva lobata ingår i släktet Batesimalva och familjen malvaväxter. Inga underarter finns listade i Catalogue of Life.